# Karel Diepold
Karel Diepold (1. června 1961 Liberec – 22. června 2020) byl český písničkář a člen volného sdružení Osamělí písničkáři.

## Život a dílo
Písně začal skládat během studií na elektrotechnické fakultě ČVUT v Poděbradech, sám uvedl, že byl „hodně ovlivněn tvorbou Oldřicha Janoty“. Poprvé koncertoval jako host pořadu divadelníka Ivana Vyskočila na strahovské koleji. Od roku 1983 se účastnil písničkářských festivalů (Folkový kolotoč, Folkové velikonoce, Folková Lipnice) a koncertoval ve vysokoškolských klubech (v Praze Klub 001 Strahov, v Brně Topas club, K-klub) většinou v duu s houslistou Ladislavem Vokatým nebo spolu s ním v triu s klávesistou Petrem Freundem. Později se spřátelil a společně koncertoval mj. s Petrem Lutkou, Dagmar Andrtovou-Voňkovou, Vladimírem Mertou, Karlem Plíhalem nebo Zuzanou Navarovou. V anketě československých vysokoškolských klubů o nejpopulárnější písničkáře se v letech 1983–1986 umisťoval v první desítce. V roce 1988 Panton vydal jeho píseň „Stařečku malíři“ na vinylové EP kompilaci Drobné skladby mistrů; podmínkou zařazení byla délka skladby do jedné minuty.
Po promoci elektroinženýrem pracoval nejprve v Rozvodných závodech, od roku 1989 byl projektantem elektronických zabezpečovacích systémů. Věnoval se také poradenství v homeopatii. V roce 2001 se z rodného Liberce přestěhoval do Českého ráje. Dále hrál sólově s kytarou, v Experimentálním studiu v Liberci měl vlastní recitál, v jehož druhé polovině uváděl své hosty, písničkáře a kulturní osobnosti. Každoročně koncertoval v kostele Nanebevzetí Panny Marie v Neratově v Orlických horách, kde se také nechal ve svých třiceti třech letech pokřtít. Od roku 2002 pravidelně vystupoval v Praze v rámci projektu písničkáře Jana Buriana – volného sdružení Osamělí písničkáři, zejména v malostranském Divadle Na Prádle a v břevnovském klubu Kaštan.
V roce 2000 účinkoval v televizním hudebním pořadu Karel Plíhal, Karel Diepold a skupina Cymbelín v laskavém muzicírování plném poezie i humoru v rámci cyklu Sešli se... ostravského studia České televize v režii J. Procházky. V roce 2007 byla jeho skladba „Křížek na poli“ zařazena na kompilační CD 50 miniatur producenta Zdeňka Vřešťála. Na kompilačním CD Osamělí písničkáři: Turniketem do ráje (Galén 2015) je ještě Koleda, třetí a poslední písnička, kterou Karel Diepold za svého života publikoval na hudebním nosiči.
Nejznámějším Diepoldovým dílem se stala píseň „Metoděj“, k níž ho inspiroval Petr Lutka v roce 1985, kdy uplynulo 1100 let od úmrtí věrozvěsta svatého Metoděje. Kromě sólové tvorby spolupracoval na nahrávkách například s Karlem Plíhalem nebo Zuzanou Navarovou. Jeho humorný song „Žalozpěv předsedy JZD Zdar“ zpíval Wabi Daněk. Stal se také autorem českých textů k písním Toma Waitse „Shiver me timbers“ (Dnes opouštím přístav) a „Soldier's things“ (Vojákovy věci) z repertoáru Jana Spáleného. Diepoldova tvorba nikdy nevyšla na souborném CD; místo toho své písně fanouškům na požádání sám zdarma vypaloval.

## Hodnocení tvorby

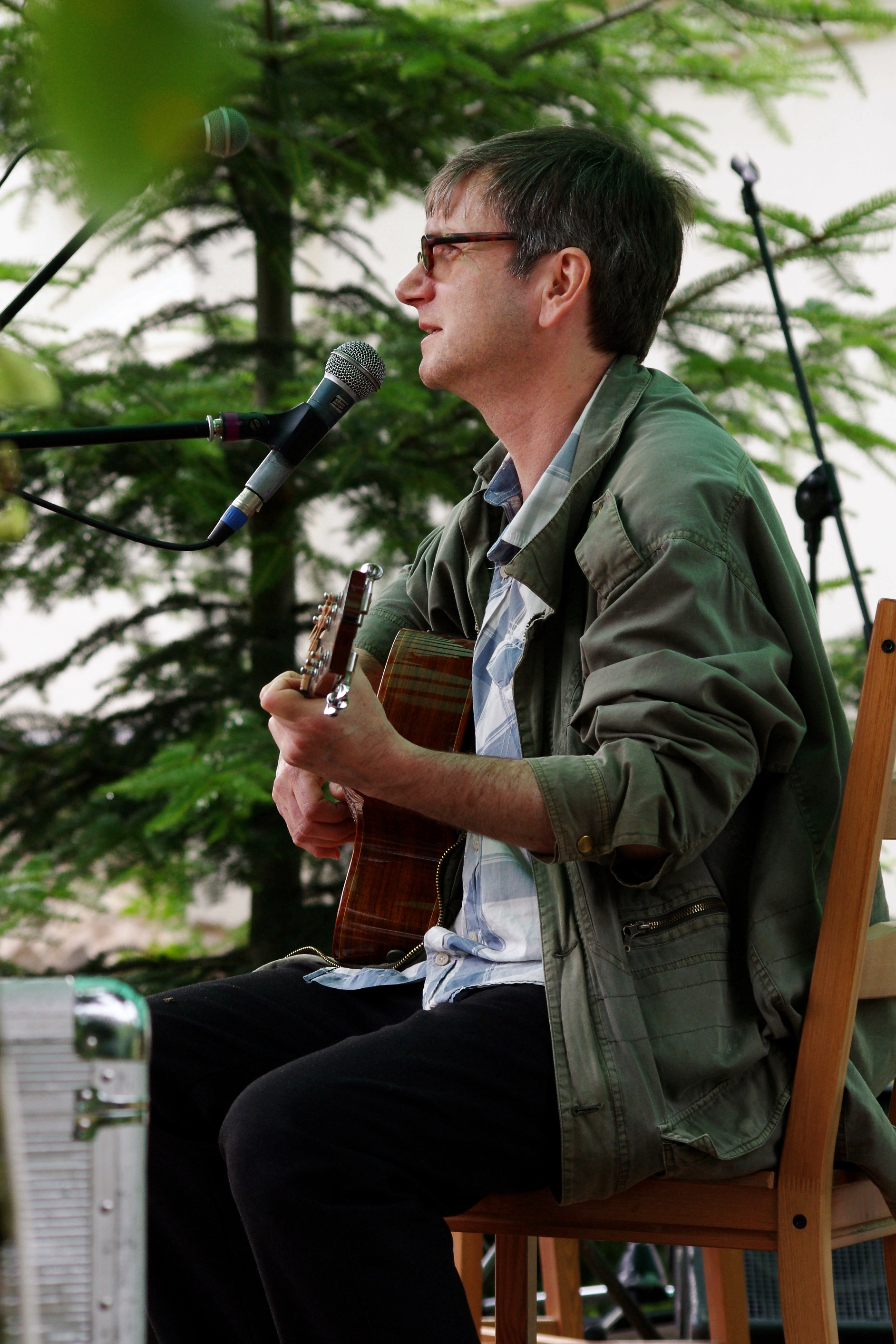
Karel Diepold na Tichém hlase pro Svatou zemi

Jan Burian ve fejetonech psaných pro Týdeník Rozhlas označil Diepoldovy koncertní nahrávky za „překvapivě inspirativní a osobitá díla“ a přirovnal Diepolda k „jizerskému Leonardu Cohenovi“, kterému se Diepold podobal „svým klidem a jemností projevu, hloubkou výpovědi, skromností…“.
Karel Pažourek v deníku Echo24 uvedl, že „síla Diepoldových koncertů netkvěla v mimořádné instrumentální nebo hlasové dispozici, ale v přesvědčivosti a uvěřitelnosti jeho skromného autorského podání křehkých, ale hlubokých, introvertně lyrických písní s jasným hodnotovým poselstvím".
Pavel Klusák na Facebooku (citováno ve výše uvedeném článku deníku Echo24) o Diepoldovi napsal: "Písničky, které před lety napsal a nikdy nevydal (přes četné prosby a výzvy kamarádů, včetně Karla Plíhala), jsou suverénní, křehké, neokázalé, zralé. Karel se vždycky jednou za čas vynořil na koncertě, zahrál, některé písně byly úplně krátké, ale ať už to bylo v kterékoli dekádě, tak jako by sáhl do nějaké zásoby univerzálních oslovení. Zpíval skromně (bez mikrofonu by ho asi nikdo neslyšel), ale tvar písní byl pevný a zralý a on to věděl. Všichni měli za to, že jednou ty věci vyjdou na albu a obecně se stvrdí, že je výborný autor." 
Jiří Černý v Gramorevui u Diepolda ocenil „vystupňování jeho tiché, laskavé a kořeněné víry v alšovském obrázku Stařečku malíři".
Jaroslav Riedel v recenzi CD alba 50 miniatur na serveru Lidovky.cz napsal: „Docela originální však je nápad (…), aby posluchači hlasovali o nejlepší píseň. (…) Sám bych asi hlasoval pro libereckého písničkáře Karla Diepolda. (…) už na EP desce Drobné skladby mistrů měl vydařenou, něžně lyrickou písničku Stařečku malíři. Teď byla nahrazena skladbou Křížek na poli, opět velmi dobrou.“ 
Jan Burian se v Týdeníku Rozhlas vyjádřil k nahrávce písně „Koleda“: „Karel Diepold mě na ploše jedné minuty a devatenácti vteřin dokázal okouzlit svým příběhem o Marii, která za vítězného jásotu davu kolem tuší, že nic na světě není zadarmo.“